# Asphaltgorillas
Asphaltgorillas (Arbeitstitel Gorillas) ist ein Filmdrama von Detlev Buck, das am 30. August 2018 in die deutschen Kinos kam. Der Film basiert auf Motiven einer Kurzgeschichte von Ferdinand von Schirach um einen jungen Mann, der nicht länger nur der Handlanger seines Bosses sein will, erweitert diese aber um zusätzliche Charaktere, Handlungsstränge und Motive. Die Premiere erfolgte am 4. Juli 2018 beim Filmfest München.

## Handlung
Atris arbeitet als Drogendealer für den Berliner Gangsterboss El Keitar. Zufällig trifft er nachts auf seinen Kindheitsfreund Frank, dessen glamouröse Erscheinung starken Eindruck auf Atris macht, der allerdings nicht weiß, dass es sich dabei lediglich um eine Fassade von Franks Hochstaplertum handelt. Frank bietet Atris eine Möglichkeit an, sich endlich aus seinem (klein)kriminellen Umfeld zu lösen, indem er ihm bei einem groß angelegten Falschgeld-Deal, den er mit den Triaden abziehen will, behilflich sein soll. Gleichzeitig lernt Atris die Ladendiebin Marie kennen, die sich selbstbewusst und angstfrei in Atris machohafter „Gorilla“-Lebenswelt bewegt und deren patriarchaler Machtstruktur nicht folgt. Atris beschließt, zu ihr zu stehen und sich von El Keitar zu lösen. Er sagt zu, bei Franks Falschgeld-Deal als Bote mitzumachen, um mit seinem versprochenen Anteil gemeinsam mit Marie nach Tokyo reisen zu können. Als Frank allerdings nicht wie erhofft das notwendige Eigenkapital für den Falschgeld-Deal von seiner Freundin Oxana bekommt, heckt er gemeinsam mit dem halbseidenen Kriminellen Ronny einen Plan aus, wie sie an das Falschgeld der Triaden gelangen, ohne dafür bezahlen zu müssen. Franks Idee die Falschgeldtasche durch ein inszeniertes Ablenkungsmanöver zu vertauschen und seinen einstigen Freund Atris in Oxanas Wohnung, dem vereinbarten Ort der Geldübergabe, damit ans Messer zu liefern, scheint zunächst auch aufzugehen. Weil Ronny allerdings nicht auf Frank wartet, sondern die Blüten zurück in die Wohnung von Oxana bringt, entgleitet ihm die Situation. Gleichzeitig muss Atris damit kämpfen, von seinem Freund verraten worden zu sein und gerät immer tiefer in eine chaotische Spirale aus Gefahren und Absurditäten, aus der ihn am Ende nur noch Marie helfen kann, die sich dafür eigenmächtig die Hälfte des Falschgelds nimmt und ihm damit vorführt, dass er nicht glauben soll, der Held der Geschichte zu sein. Am Schluss des Films sieht man die beiden gemeinsam in Tokyo, wo sie das Falschgeld gegen richtige Geldscheine tauschen.

## Produktion
Der Film basiert auf einer Kurzgeschichte mit dem Titel Der Schlüssel von Ferdinand von Schirach. Diese wurde 2010 in seinem Sammelband mit dem Titel Schuld veröffentlicht. Es handelt sich bei dem Film um eine Groteske, die im Berliner Gangstermilieu angesiedelt ist und mit Mitteln der Überhöhung, Ironie, dem Spiel mit Genreklischees und sprunghafter Narration eben dieses vorführt. Regie führte Detlev Buck, der gemeinsam mit Constantin Lieb und Cüneyt Kaya auch das Drehbuch verfasste.
Das Filmprojekt wurde mit 800.000 Euro vom Medienboard Berlin-Brandenburg, mit 655.200 Euro vom Deutscher Filmförderfonds, mit 409.500 Euro von der Filmförderungsanstalt und mit 200.000 Euro vom FilmFernsehFonds Bayern gefördert.
Die Dreharbeiten fanden vom 22. Februar 2017 bis 31. März 2017 in Tokio und Berlin statt. In Berlin drehte man unter anderem an der AVUS. Ende März fiel in Berlin die letzte Klappe. Als Kameramann fungierte Marc Achenbach.
Die Musik für den Film wurde von Bowen Liu, Pierre Baigorry und Torsten Reibold beigesteuert.
Ein erster Trailer wurde im Mai 2018 veröffentlicht. Die Premiere erfolgte am 4. Juli 2018 beim Filmfest München. Der Film kam am 30. August 2018 in die deutschen Kinos. Vom FilmFernsehFonds Bayern erhielt Asphaltgorillas eine Verleihförderung in Höhe von 50.000 Euro, vom Medienboard Berlin-Brandenburg in Höhe von rund 48.000 Euro.

## Rezeption

### Altersfreigabe
In Deutschland erhielt der Film eine Freigabe ab 12 Jahren. In der Freigabebegründung heißt es: „Der Film arbeitet mit zahlreichen Überzeichnungen und porträtiert seine Protagonisten sehr ambivalent. Einzelne Gewaltdarstellungen, in denen sich bisweilen auch Ironie und Brutalität vermischen, sowie der häufig vulgäre und sexistische Sprachgebrauch können Kinder unter 12 Jahren irritieren und überfordern. Doch 12-Jährige sind bereits in der Lage, diese Aspekte dem Milieu und den Figuren zuzuordnen, die nie als nachahmenswerte ‘Helden’ charakterisiert werden. Auch sind die Gewaltszenen teils so artifiziell inszeniert, dass auch 12-Jährige sich ausreichend distanzieren und das Dargestellte kritisch bewerten können.“

### Kritiken
Michael Müller von Blickpunkt:Film hebt in seiner Kritik besonders Uisenma Borchu hervor, die die Killerin spielt, die von den Triaden auf Frank angesetzt wird, um die Geldübergabe zu überwachen: „In zwei, drei harten Szenen voller Adrenalin, mit coolen Onelinern und auf einem schnittigen Motorrad zu wummernder Musik empfiehlt sie sich ernsthaft für Quentin Tarantinos eventuelle Martial-Arts-Fortsetzung Kill Bill: Vol. 3.“
Antje Wessels zeigt sich in ihrer Kritik bei Filmstarts begeistert: „(Detlev Buck) macht aus Asphaltgorillas eine knallige Neo-Noir-Thrillerkomödie und zieht die Absurditätsschraube bis zum furiosen Finale immer weiter an. Das wiederum hindert ihn nicht daran, die zentrale Schuldfrage ähnlich komplex zu beantworten (oder besser: nicht zu beantworten!) wie von Schirach selbst.“ Weiter meint die Filmkritikerin, der Film geize nicht mit Anleihen an bekannte Genre-Vertreter, in ihm stecke ein wenig Nur Gott kann mich richten und John Wick, doch über allem schwebe, nicht zuletzt dank der einnehmenden Performance von Jannis Niewöhner als Jordan-Belfort-Verschnitt immer auch ein Hauch von Wolf of Wall Street. Ein inszenatorischer Flickenteppich sei Asphaltgorillas dennoch nicht geworden, so Wessels: „Der Film trägt auf der einen Seite unübersehbar die extravagant-visionäre Handschrift eines Detlev Buck, auf der anderen Seite gelingt einfach auch der Spagat zwischen den Referenzen sehr gut. In stylisch choreographierten Actionszenen werden nicht einfach die Performances eines Keanu Reeves oder einer Charlize Atomic Blonde Theron kopiert. Sie dienen lediglich als Vorbild, dem sich Buck selbstbewusst mit einer ‚Das kann ich auch!‘-Attitüde nähert.“
Von der Deutschen Film- und Medienbewertung wurde Asphaltgorillas mit dem Prädikat Besonders wertvoll versehen. In der Begründung heißt es: „Die Darsteller hier sind bis in die kleinsten Rollen hinein hervorragend besetzt. Ungewöhnlicher ist Bucks Umgang mit teilweise extremer Gewalt, die zwar hochgradig ästhetisiert ist, aber nie konsequenzlos bleibt. […] Die Jury würdigt den Film als formalästhetische erstaunliche Leistung, die den deutschen Genrefilm auf hohem Niveau belebt.“